# Albion (Nebraska)
Albion è un comune degli Stati Uniti d'America, situato nella contea di Boone in Nebraska.